# 연차 (음식)

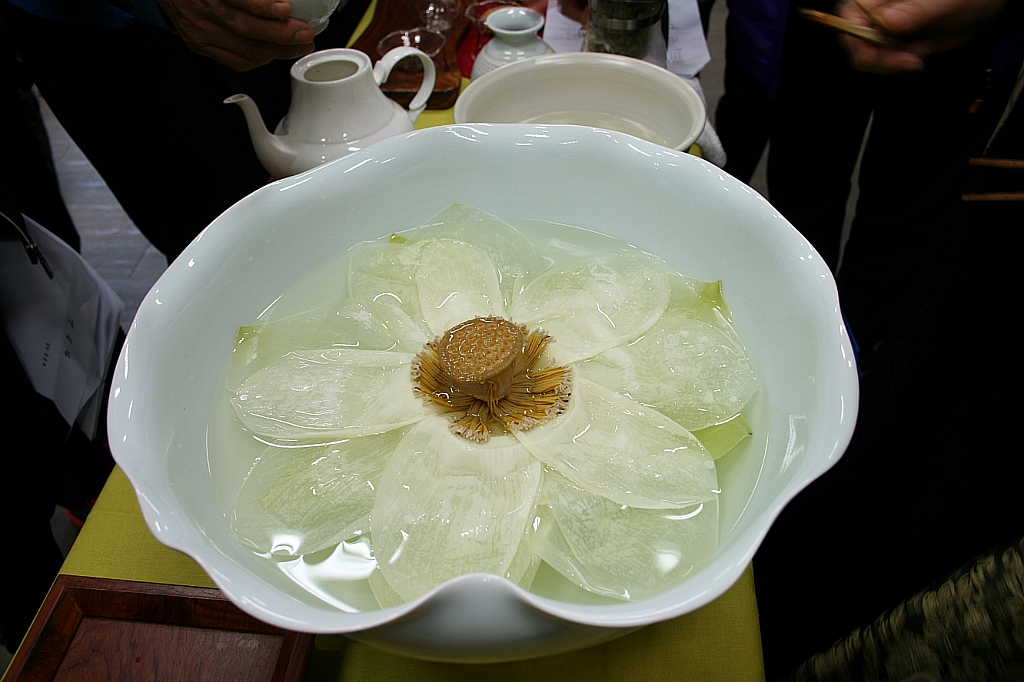

연차(蓮茶)는 연꽃잎, 꽃, 뿌리, 나무, 씨, 배로 우려낸 차이다.

## 연잎차
잎으로 우려낸 차는 연잎차로 부른다. 6~12그램의 말린 잎 또는 15~20g의 신선한 잎을 600 ml의 낮은 열을 가한 물에 우려내어 2~3컵 분량의 차를 만든다.

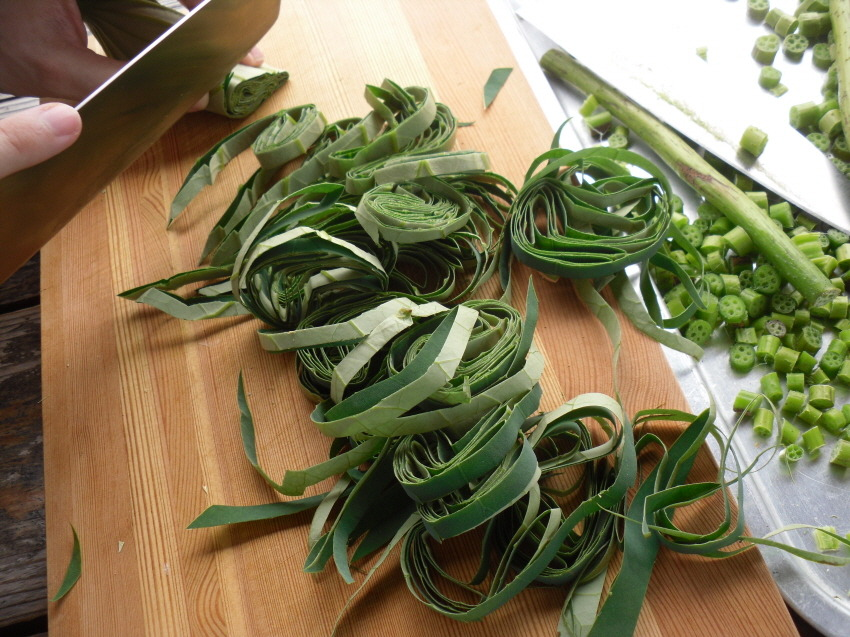
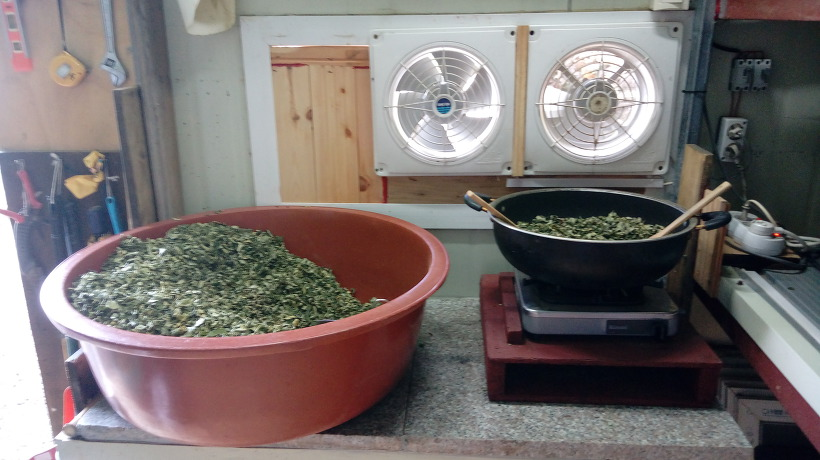
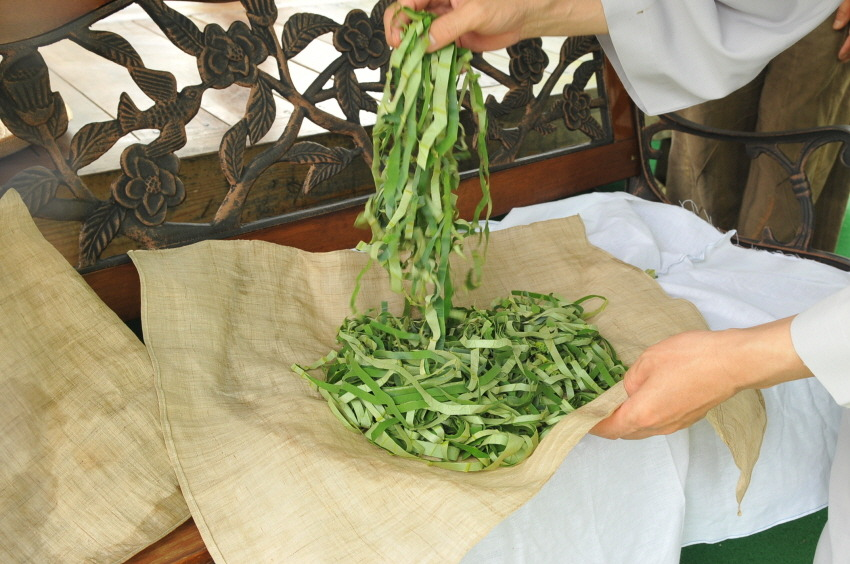
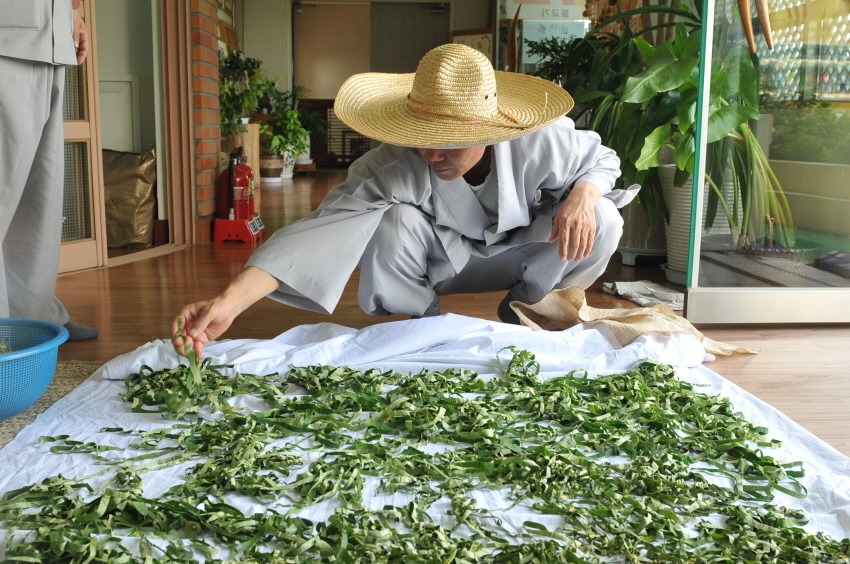
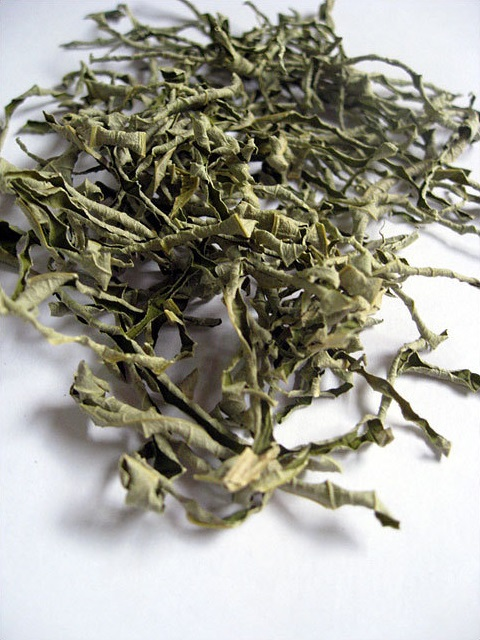
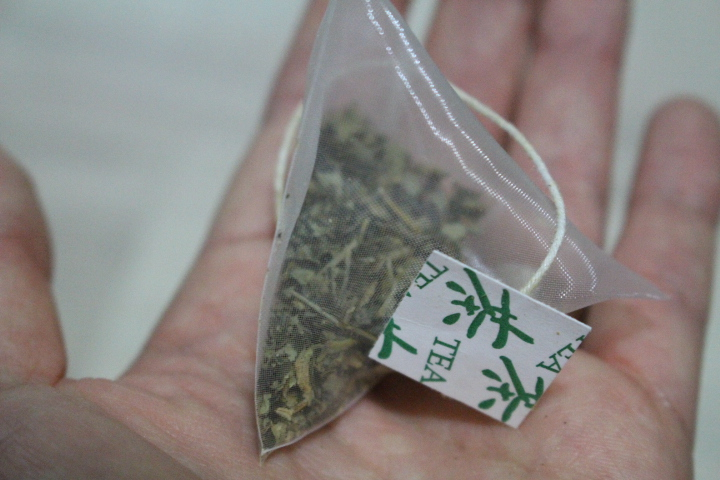
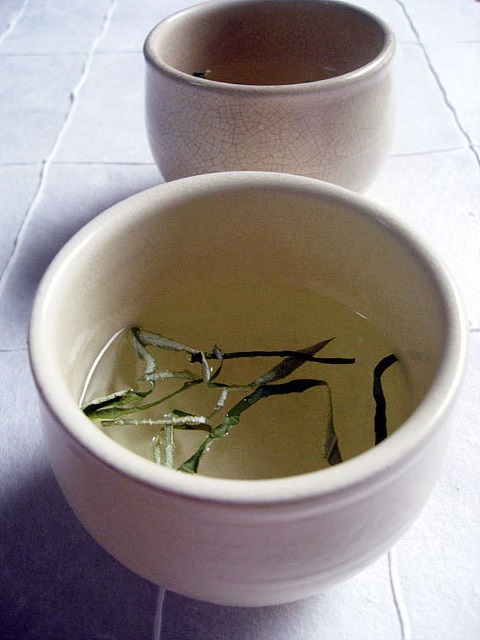

## 연꽃차
연꽃차 또는 연화차(蓮花茶)는 연꽃으로 만든 차이다.

## 연방차
연방차(蓮房茶)는 말린 연근을 우려낸 차이다.

## 연밥차
연밥차, 연씨차 또는 연자차(蓮子茶)는 쪄낸 뒤에 말린 연근씨를 우려낸 차이다. 2~3컵 분량의 차의 경우 5~10g의 연근씨를 낮은 온도의 600 ml의 물에 우려낸다.

## 연근차
연근차(蓮根茶)는 연근(땅속줄기)를 우리거나 뜨거운 물과 연근 가루를 섞어서 만든 차이다.

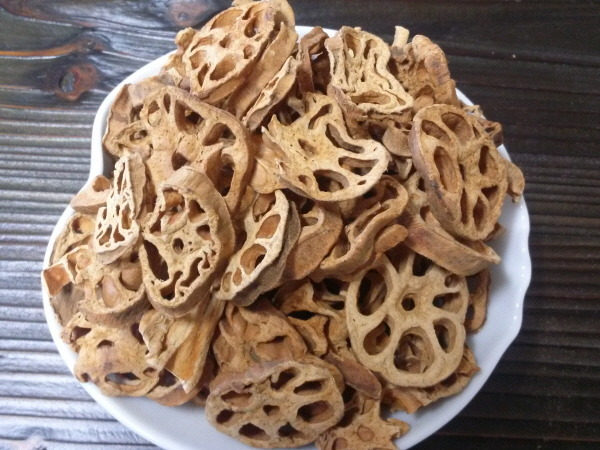
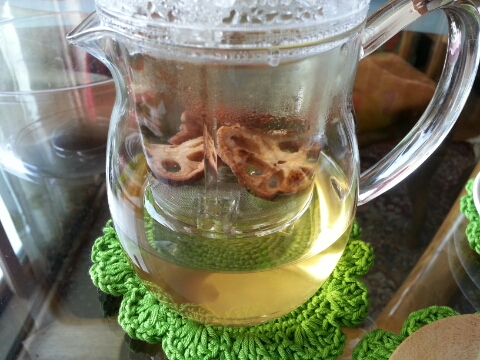
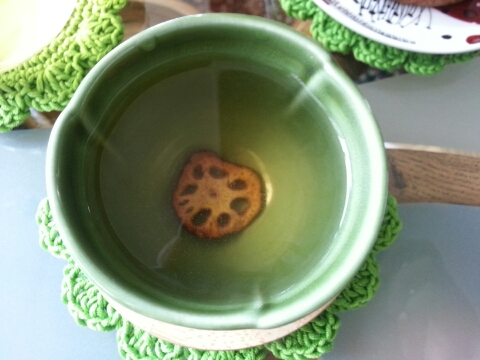